# Campeonato Mundial de Halterofilia de 1938
El XXIV Campeonato Mundial de Halterofilia se celebró en Viena (Austria) entre el 21 y el 23 de octubre de 1938 bajo la organización de la Federación Internacional de Halterofilia (IWF) y la Federación Austríaca de Halterofilia.
En el evento participaron 38 halterófilos de 11 federaciones nacionales afiliadas a la IWF.

## Medallistas
| Evento   | Oro                                   | Plata                             | Bronce                           |
| -------- | ------------------------------------- | --------------------------------- | -------------------------------- |
| 60 kg    | Georg Liebsch Alemania 305,0          | Attilio Bescapè Italia 300,0      | Anton Richter · Austria · 297,5  |
| 67,5 kg  | Anthony Terlazzo Estados Unidos 350,0 | Attia Hamuda Egipto 342,5         | Karl Schwitalle Alemania 332,5   |
| 75 kg    | Adolf Wagner Alemania 367,5           | Rudolf Ismayr Alemania 360,0      | John Terpak Estados Unidos 357,5 |
| 82,5 kg  | John Davis Estados Unidos 387,5       | Fritz Haller · Austria · 377,5    | Louis Hostin Francia 372,5       |
| +82,5 kg | Josef Manger Alemania 410,0           | Steve Stanko Estados Unidos 397,5 | Arnold Luhaäär Estonia 390,0     |

1. 1 2 3  Fuerza (kg) + arrancada (kg) + dos tiempos (kg) = TOTAL (kg)

## Medallero
| Núm. | País           | Oro | Plata | Bronce | Total |
| ---- | -------------- | --- | ----- | ------ | ----- |
| 1    | Alemania       | 3   | 1     | 1      | 5     |
| 2    | Estados Unidos | 2   | 1     | 1      | 4     |
| 3    | Austria        | 0   | 1     | 1      | 2     |
| 4    | Egipto         | 0   | 1     | 0      | 1     |
| 4    | Italia         | 0   | 1     | 0      | 1     |
| 6    | Estonia        | 0   | 0     | 1      | 1     |
| 6    | Francia        | 0   | 0     | 1      | 1     |
|      | TOTAL          | 5   | 5     | 5      | 15    |